# Lateropora
Lateropora es un género con tres especies de plantas fanerógamas perteneciente a la familia Ericaceae.  Es originario de Costa Rica y Panamá.

## Descripción
Son arbustos terrestres o epifíticos. Hojas alternas, perennes, pecioladas, coriáceas, pinnatinervias. Inflorescencias axilares, umbeliformes o racemosas; bráctea floral 1, persistente; pedicelos articulados con el cáliz; bractéolas 2, basales, persistentes. Flores 5-meras, la estivación valvada; cáliz sinsépalo, el tubo campanulado, los lobos erectos; corola simpétala, anchamente urceolada o someramente campanulada, gruesamente carnosa, densamente pelosa por dentro; estambres 10, iguales, casi tan largos como la corola; filamentos distintos, iguales, ligeramente adheridos a la base de la corola, el conectivo sin espolones; anteras sin tejido de desintegración, las tecas granulares, fuertemente incurvadas en la base o volteadas hacia arriba, los túbulos cortos y rudimentarios (vestigiales), dehiscentes por hendiduras laterales extendiéndose desde el ápice hasta la base a todo lo largo de la antera; polen sin hilos de viscina; ovario ínfero. Frutos en baya.   

## Taxonomía
El género  fue descrito por Albert Charles Smith y publicado en Contributions from the United States National Herbarium 28(2): 333. 1932. La especie tipo es: Lateropora ovata A.C. Sm.

## Especies aceptadas
A continuación se brinda un listado de las especies del género Lateropora aceptadas hasta febrero de 2014, ordenadas alfabéticamente. Para cada una se indica el nombre binomial seguido del autor, abreviado según las convenciones y usos.
- Lateropora ovata A.C. Sm.
- Lateropora santafeensis Wilbur & Luteyn
- Lateropora tubulifera Wilbur & Luteyn